# Universal Reality Combat Championship
Universal Reality Combat Championship (URCC) es la primera y única promoción profesional de artes marciales mixtas con sede en Filipinas. Está bajo la supervisión de la Junta de Juegos y Diversiones (GAB), la agencia gubernamental que regula deportes como el billar, el boxeo y el baloncesto.
El URCC fue fundado en 2002 por el cinturón negro filipino de BJJ Alvin Aguilar, Franz von Muhlfeld, Jed Dario e Irwin Tieng. Los combates y eventos del URCC se transmiten por ABS-CBN Sports and Action y ABS-CBN Sports and Action HD, socio oficial de transmisión de la promotora.

## Historia
El URCC celebró su evento inaugural en el Anfiteatro Casino Filipino de Parañaque, Gran Manila, el 23 de noviembre de 2002.
En URCC 28: Vindicación, se llevó a cabo el primer combate de exhibición de MMA tres contra tres. Los equipos que compitieron fueron el Team Chan y el Team Estroso. Todos los competidores estuvieron dentro de la jaula simultáneamente, con tres árbitros a cargo. La pelea se detuvo momentáneamente si un competidor fue noqueado o no pudo continuar. El Team Estroso ganó la pelea con dos de sus peleadores en pie, mientras que el Team Chan se quedó con uno.
El 7 de enero de 2017, URCC celebró su primer evento fuera de las Filipinas, al llevar a cabo URCC 29: Conquest en San Francisco, California, Estados Unidos. URCC celebró su segundo evento en el país norteamericano en septiembre de 2017 en el Condado de San Mateo, también en California. Oficialmente llamado URCC 32: Fury, el evento se celebró en el centro de eventos del condado de San Mateo y contó con tres peleas por el título, además de peleas amateurs autorizadas por la Organización Amateur de Artes Marciales Mixtas de California (CAMO).